# Chiesa della Santissima Annunziata (Capraia Fiorentina)
La chiesa della Santissima Annunziata si trova nel comune di Capraia e Limite in provincia di Firenze, diocesi di Pistoia.
Con precisione si trova nel paese di Capraia Fiorentina e data la sua collocazione nella parte bassa del castello, per differenziarla dalla 
chiesa di Santo Stefano che si trova nella parte alta, è conosciuta dalla popolazione come la "chiesa di borgo".

## Galleria d'immagini

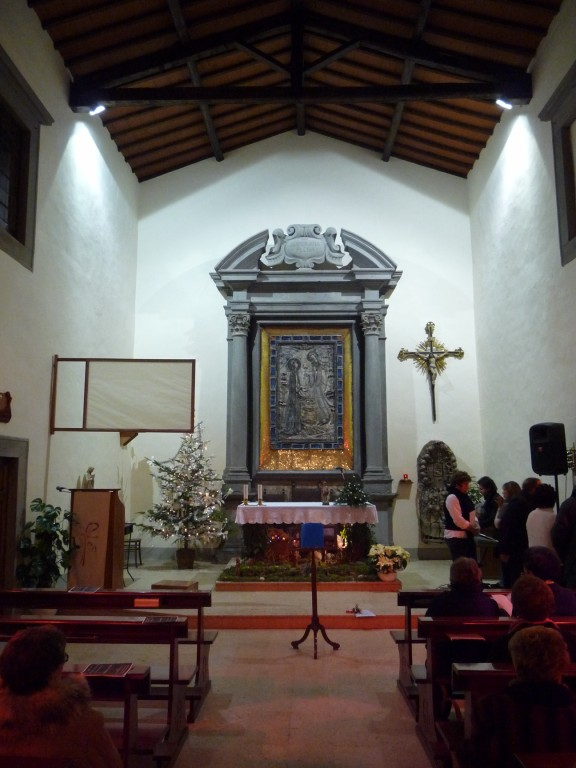
Interno
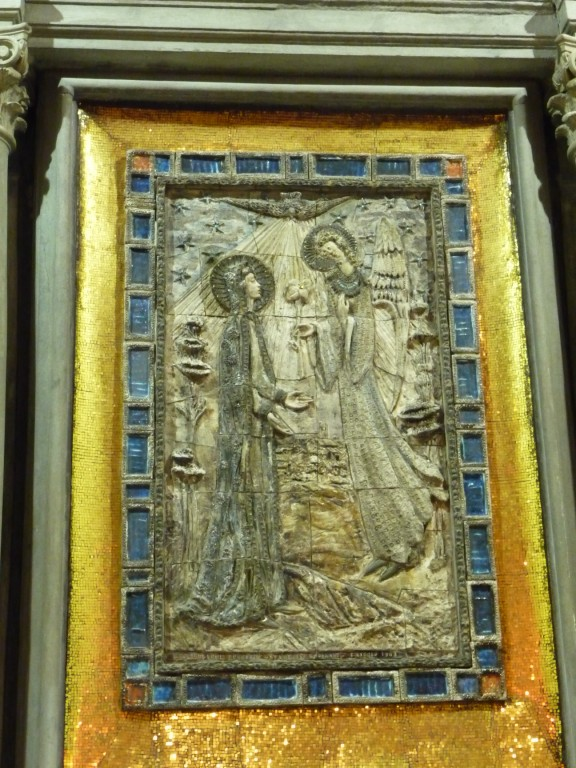
Sopra l'altare
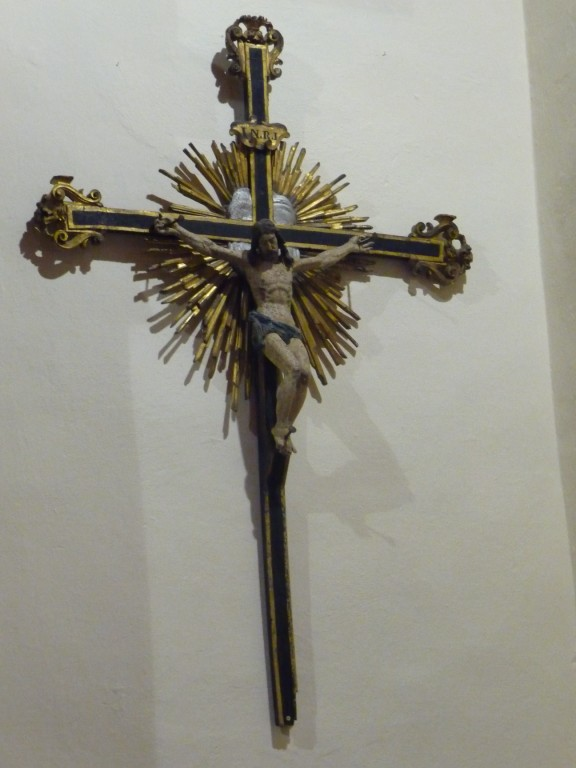
Crocefisso